# Möckernbrücke (stacja metra)
Möckernbrücke – stacja metra w Berlinie na linii U1 i U7, w dzielnicy Kreuzberg, w okręgu administracyjnym Friedrichshain-Kreuzberg. Stacja została otwarta w 1902.